# Амортизированная стоимость
Амортизированная стоимость финансового актива или обязательства - сумма, в которой оценивается финансовый актив или обязательство при первоначальном признании, минус платежи в счет основной суммы долга, плюс или минус величина накопленной амортизации, рассчитанной с использованием метода эффективной процентной ставки, - разницы между указанной первоначальной суммой и суммой к выплате при наступлении срока погашения, а также за вычетом оценочного резерва под ожидаемые кредитные убытки в случае финансового актива (амортизированная стоимость до вычета резерва называется валовой балансовой стоимостью финансового актива).  
Амортизированная стоимость фактически равна дисконтированной по первоначальной (на момент первоначального признания) эффективной процентной ставке стоимости ожидаемых денежных потоков по активу (обязательству) за минусом оценочного резерва на ожидаемые кредитные убытки в случае актива.
В соответствии с МСФО 9 финансовые активы и обязательства на момент первоначального признания отражаются по справедливой стоимости. При этом часть финансовых активов и обязательств впоследствии может учитываться по амортизированной стоимости. Для этого по первоначальной справедливой стоимости определяется эффективная процентная ставка и в дальнейшем амортизированная стоимость определяется как дисконтированная по этой ставке стоимость ожидаемых по договору будущих (от момента оценки) денежных потоков по активу или обязательству.
Для того, чтобы финансовые активы могли учитываться по амортизированной стоимости необходимо, чтобы целью бизнес-модели управления этими активами было получение предусмотренных договором денежных потоков по активу и, чтобы указанные денежные потоки были исключительно платежами в счет погашения основного долга и процентами на его непогашенную часть (так называемый SPPI-тест)..